# Катастрофа Ан-26 под Тбилиси
Катастрофа Ан-26 под Тбилиси — авиационная катастрофа пассажирского самолёта Ан-26Б таджикского авиапредприятия Точикистон, произошедшая в четверг 17 июня 1993 года в 33 километрах от Тбилиси, при этом погиб 41 человек (по другим данным — 33).

## Самолёт
Ан-26Б с регистрационным номером CCCP-26035 (заводской — 10604, серийный — 106-04) был выпущен заводом Антонова (Киев) в конце 1980 года, после чего передан Министерству гражданской авиации Советского Союза (МГА СССР), а к 5 января 1981 года поступил в Ленинабадский объединённый авиационный отряд Таджикского управления гражданской авиации. После распада СССР и упразднения МГА СССР, в июне 1993 года борт 26035 вошёл в состав флота авиапредприятия Точикистон, образованного на базе Таджикского управления.

## Катастрофа
Самолёт выполнял чартерный пассажирский рейс из Батуми в Шымкент с промежуточными посадками в Баку и Ашхабаде. Пассажирами являлись коммерсанты, которые сели на борт со своими товарами. Согласно полученному экипажем перед вылетом прогнозу погоды, на значительной части маршрута Кутаиси-Тбилиси-Баку ожидались грозы, однако командир экипажа принял решение на вылет. Поздним вечером с 28—36 пассажирами (в разных источниках данные отличаются) и 5 членами экипажа лайнер вылетел в Баку. Самолёт следовал на эшелоне 5100 метров, когда экипаж доложил в Тбилисский районный центр управления воздушным движением о пролёте Мухрани. Это был последний радиообмен с бортом 26035, а вскоре его отметка исчезла с экрана радиолокатора. В 22:15 Ан-26 врезался в землю близ села Чопорти (Душетский район) и в 33 с половиной километрах к северу от Тбилисского аэропорта. Все люди на его борту погибли.

## Причины
Местные жители указывали, что самолёт взорвался в воздухе. Но министерство внутренних дел Грузии почти сразу опровергло версию о том, что катастрофа произошла из-за взрыва на борту. Согласно заключению комиссии, происшествие на самом деле произошло из-за того, что во время пролёта грозы лайнер из-за сильной турбулентности вышел на закритические углы атаки, перешёл в сваливание, а затем вошёл в штопор. Командир знал о наличии грозы на маршруте, но тем не менее предпочёл лететь. Во многом это было связано с тем, что аэропорт Батуми работал только днём, при том, что в нём не было нормальных условий для ночёвки, включая места отдыха экипажа, охрану самолёта и багажа, а также многое другое. Далее во время полёта экипаж запросил разрешение обойти грозу с южной стороны, но диспетчер в Тбилиси это делать запретил. Выбор запасных аэродромов у экипажа при этом был сильно ограничен, так как на постсоветском пространстве в то время ещё была сложна политическая и экономическая ситуация.